# Nev Munro
George Neville « Nev » Munro, né le 22 juillet 1927, à Vancouver, au Canada et décédé en octobre 2003, est un ancien joueur canadien de basket-ball.